# Pugiodactylus coralensis
Pugiodactylus coralensis is een naaldkreeftjessoort uit de familie van de Apseudidae. De wetenschappelijke naam van de soort is voor het eerst geldig gepubliceerd in 1998 door Gutu.